# Флаг Черновцов
Флаг Черновцов (укр. Прапор Чернівців) — один из официальных символов города Черновцы Черновицкой области Украины наряду с гербом. Утверждён решением Черновицкого городского совета.

## Описание
Флаг состоит из флагштока, наконечника и полотнища.
Полотнище — основная часть флага двустороннее прямоугольной формы, размером 136 х 180 см.
Лицевая сторона полотнища — белое шёлковое поле, обрамлённое атласной полосой высотой 12 см из бело-красных треугольников.
В центре аппликационная рельефная вышивка герба города.
Над гербом рельефно полукругом академическим шрифтом вышито название города на украинском языке: «Чернівці». Под гербом дата первого упоминания о городе: «1408». Над датой вышита фраза на украинском языке: «Спільними зусиллями» (рус. Общими усилиями). 
Со всех сторон все четыре угла флага заполнены расшитым растительным орнаментом, а на углах поля орнаменты дополнены двумя буковыми ветками с орехами, листья которых вышиты шёлковыми нитками зелёного цвета.

Оборотная сторона (старый вариант) флага представляет собой жёлтое поле, обрамлённое такой же полосой, как и лицевая. В центре расположено изображение герба Украины: геральдический щит синего цвета с нанесённым на него золотым фигуральным трезубцем. Оборотная сторона (новый вариант) флага представляет собой белое поле, обрамлённое такой же полосой, как и лицевая. В центре расположено изображение герба Украины: геральдический щит синего цвета с нанесённым на него золотым фигуральным трезубцем.

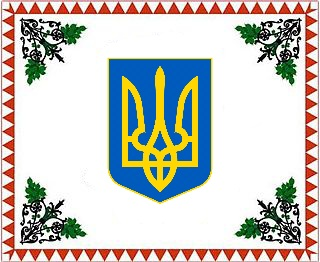
Оборотная сторона флага (новый)
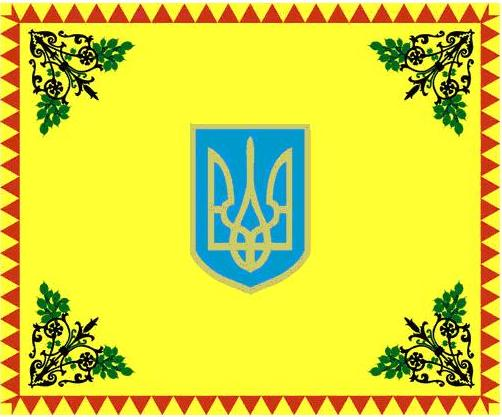
Оборотная сторона флага (старый)